# Khenpo Tsöndrü
| Tibetische Bezeichnung                       |
| -------------------------------------------- |
| Tibetische Schrift: མཁན་པོ་བརྩོན་འགྲུས            |
| Wylie-Transliteration: mkhan po brtson 'grus |

Khenpo Tsöndrü (tib. mkhan po brtson 'grus; * 1920 in Golog (mgo log); † 1979) war ein tibetischer Mönchsgelehrter. Sein Vater war ein Mönch im Kloster Sera in Zentraltibet und seine Familie war Anhänger des Gelug-Schule. Khenpo Tsöndrü begann seine Ausbildung im Alter von sieben Jahren. Er studierte im Dzogchen-Kloster in Ostibet zur Zeit des 5. Dzogchen Rinpoche Thubten Chökyi Dorje. Durch Praktizierung des Mañjuśrī sādhana (tib.  ’jam dpal smra seng) von Karma Chagme soll er ohne ausgiebig studiert zu haben ein Experte in Rechtschreibung, Grammatik und Poesie geworden sein.
Seine Kommentare Norbui Melong (nor bu'i me long; engl. Mirror of Gems) und Tagrig (rtags rigs; engl. Dialectical Syllogism) sind Bestandteile des Shedra-Curriculums der Nyingma-Schule.